# Giusy Valeri
Giusy Valeri (Roma, 26 marzo 1939) è un'attrice italiana.

## Biografia
Giusy Valeri, all'anagrafe Giuseppa Rasetti, figlia di Marcella Valeri è una attrice attiva dai primi anni '60. 
Inizia la sua carriera nell'avanspettacolo. Entra nella compagnia teatrale dei fratelli Marcello Martana e Luciano Martana che successivamente sposerà.
Ha recitato al teatro Puff per oltre quindici anni. Dal 1996 al 2001 passa alla direzione del teatro Velavevodetto.
Nel 2020 vince al Mumbai International Cult Film Festival il premio come miglior attrice non protagonista per Paese che vai.

## Filmografia

### Cinema
- Pierino medico della S.A.U.B., regia di Giuliano Carnimeo (1981)
- Che casino... con Pierino!, regia di Bitto Albertini (1982)
- È arrivato mio fratello, regia di Franco Castellano e Pipolo (1985)
- Taxi Lovers, regia di Luigi Di Fiore (2005)
- Paese che vai (When in Rome)[4], regia di Luca Padrini – cortometraggio (2020)

### Televisione
- La chiave d’argento, regia di Ciriaco Tiso – film TV (1982)
- Kamikaze (film) – film TV (1986)
- Classe di ferro – serie TV (1989)
- Il vigile urbano – serie TV (1990)
- ...Se non avessi l'amore  – film TV (1991)
- Un medico in famiglia – serie TV (2000, episodio 2x12)
- Caterina e le sue figlie – serie TV (2005)
- Casting – serie TV (2010)
- Don Matteo – serie TV (2011)